# Soe (Viljandi)
Soe – wieś w Estonii, w prowincji Viljandi, w gminie Tarvastu.